# ジョン・ミューア

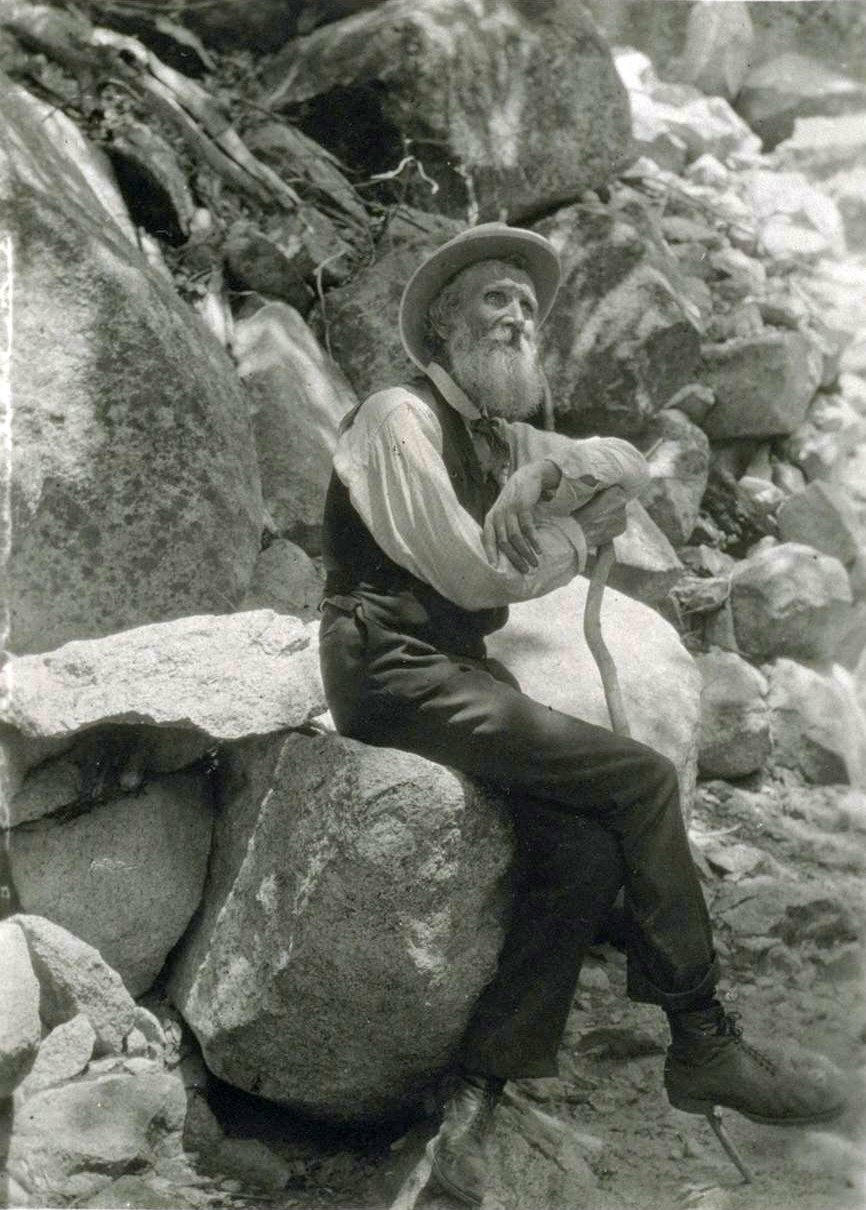
John Muir (1907)

ジョン・ミューア（John Muir [ˈmjʊə(r)]、1838年4月21日 - 1914年12月24日）は、アメリカ合衆国のナチュラリストの草分け。スコットランド・ダンバー出身。作家で植物学者。

## 人物
地質学にも精通し、シエラネバダ山脈の地形が氷河作用に深く関わっている事を発見した。また西部開拓の嵐が吹き荒れていた頃、ゴールドラッシュで人口が急増した西海岸の人々が、豊かな森に豊富な水をたたえたこの地に目を付け開発しようと、森林伐採・ダム建設を計画する中、真っ向から異議を唱えシエラネバダの大自然を命懸けで守り続けた人物であり、『自然保護の父』と言われた。ヨセミテ渓谷から端を発する「ジョン・ミューア・トレイル」は彼の業績を記念し名付けられた遊歩道である。
第26代大統領セオドア・ルーズベルトはミューアの情熱に心を動かされ、今に繋がる国立公園の理念を確立させていった。また、ミューアは「自然の保護は、自然を知るところから始まる」思いから、多くの人を森に誘い出し、自然教室を開くなど、その素晴らしさを体験させて、「自然と人間との共生」を説いた。

## 邦訳
- 『緑の予言者 : 自然保護の父ジョン・ミューア』 ジョン・ミューア著 ; 熊谷鉱司訳、文渓堂 , 1995　The story of my boyhood and youth
- 『はじめてのシエラの夏』ジョン　ミューア著 、宝島社、 1993年